# Praxidike (måne)
Praxidike er en af planeten Jupiters måner: Den blev opdaget 23. november 2000 af Scott S. Sheppard, David C. Jewitt, Yanga R. Fernández og Eugene A. Magnier. Lige efter opdagelsen fik Praxidike den midlertidige betegnelse S/2000 J 7, og ifølge det nummereringssystem som Galileo Galilei grundlagde da han opdagede de fire galileiske måner, hed denne nye måne Jupiter XXVII. Siden hen har den Internationale Astronomiske Union formelt opkaldt den efter Praxidike, som i den græske mytologi er afstraffelsens gud, og en af Zeus' elskere.
Praxidike hører til den såkaldte Ananke-gruppe, som i alt omfatter 16 måner, alle med omtrent samme omløbsbane om Jupiter som Ananke. Efter hvad man har kunne skønne sig til angående Praxidikes størrelse og masse anslås dens massefylde til 2600 kilogram pr. kubikmeter: Det tyder på at den primært består af klippemateriale, og i mindre grad af is.